# Wortellesieaaltjes
Wortellesieaaltjes (Pratylenchus) behoren tot een geslacht van rondwormen (nematoden). In Nederland is Pratylenchus penetrans het belangrijkste wortellesieaaltje. Ze parasiteren op planten en veroorzaken schade bij veel verschillende plantensoorten in gebieden rond de wereld met een gematigd klimaat. Wortellesieaaltjes zijn vrijlevende endoparasieten, die leven en zich voortplanten in de wortel. Gewoonlijk voeden ze zich in de cortex van de wortel. De soorten onderscheiden zich van elkaar door de vorm van hun mondstekels (stiletten).

## Gastheer en symptomen
Wortellesieaaltjes infecteren een groot aantal verschillende gastheren. Pratylenchus penetrans alleen al heeft meer dan 350 verschillende soorten gastheerplanten. Ze komen onder ander voor op de landbouwgewassen: aardappel, maïs, banaan, tarwe. Aantasting komt vaak pleksgewijs voor. De ziekteverschijnselen bij op de meeste plantensoorten lijken veel op elkaar en bestaan bovengronds uit achterblijven van de groei, chlorose, verwelking en afsterving van de plant. Op de wortels ontstaan necrotische plekken (laesies) door het leegzuigen en afsterven van de cellen.
Aantasting door wortellesieaaltjes wordt vaak gevolgd met secundaire aantasting door bacteriën en schimmels. Niet alleen zorgen de aaltjes voor een invalspoort, maar ze kunnen ook de fysiologie van de plant zodanig veranderen dat de hele plant vatbaarder wordt voor bepaalde schimmels.

## Levenscyclus
De vrouwelijke nematoden zetten 30 - 40 eitjes af los in de wortel of in de grond. De vrouwelijke nematoden vermeerderen zich door parthenogenese via onbevruchte eitjes. Bij veel soorten zijn mannelijke nematoden zeldzaam.. Er komen 2 - 3 generaties per jaar voor.

## Voorkomen
Het aantal wortellesieaaltjes wordt beïnvloed door de vochtigheid, de hoeveelheid mineralen, temperatuur, beluchting, het organische stofgehalte en de pH van de grond. Ze komen vooral voor in zand-, dal- en lichte zavel gronden en gronden met veel onkruidgroei. Onder zeer droge omstandigheden gaan de wortellesieaaltjes in rust.
De meeste wortellesieaaltjes zijn  niet actief bij temperaturen beneden 15°C. Volledig actief zijn ze bij temperaturen boven de 20°C.

## Bestrijding
Wortellesieaaltjes kunnen bestreden worden door granulaten, grondontsmetting met nematiciden (metam-natrium) of stomen. Een andere methode is het land gedurende een bepaalde tijd onder water zetten.
De teelt van Tagetes patula kan het aantal wortellesieaaltjes in de grond sterk terugdringen.
Vruchtwisseling kan het aantal rondwormen beperken doordat verschillende plantensoorten vatbaar zijn voor verschillende soorten wortellesieaaltjes.
Door het gebruik van resistente rassen kan aantasting worden voorkomen. Bij P. vulnus bijvoorbeeld is dit de enige mogelijkheid van bestrijding.
Planten kunnen ontsmet worden door ze ongeveer 30 minuten in heet water te houden, hetgeen wordt toegepast bij P. coffeae.

## Soorten
Enkele soorten zijn:
- Pratylenchus alleni
- Pratylenchus brachyurus
- Pratylenchus coffeae
- Pratylenchus crenatus
- Pratylenchus dulscus
- Pratylenchus fallax
- Pratylenchus flakkensis
- Pratylenchus goodeyi
- Pratylenchus hexincisus
- Pratylenchus loosi
- Pratylenchus minutus
- Pratylenchus mulchandi
- Pratylenchus musicola
- Pratylenchus neglectus
- Pratylenchus penetrans
- Pratylenchus pratensis
- Pratylenchus reniformia
- Pratylenchus scribneri
- Pratylenchus thornei
- Pratylenchus vulnus
- Pratylenchus zeae